# Хорстед, Эрик
Эрик Хорстед (англ. Eric Horsted) — американский телевизионный сценарист. Создавал сценарии для нескольких телепроектов, включая сериалы «Большой ремонт» (англ. Большой ремонт), «Тренер» (англ. Coach), «Футурама» (англ. Футурама) и «Из головы Джимми» (англ. Out of Jimmy’s Head).

## Созданные серии

### «Тренер»
- «About Face»
- «Uneasy Riders»
- «The Devil in Mrs. Burleigh»
- «Something Old, Something New»
- «My Best Friend’s Girl»
- «Jailbirds»
- «The Walk-On»
- «Kelly’s New Guy: Part 1»
- «Fool for Lunch»
- «Dauber’s Vehicle»
- «Somebody’s Baby»

### «Фэнбой и Чам-Чам»
- «The Janitor Strikes Back»
- «Fanboy Stinks»
- «I, Fanbot»
- «Chimp Chomp Chumps»
- «Precious Pig»
- «Monster in the Mist»
- «Night Morning»
- «Secret Shopper»
- «Little Glop of Horrors»
- «Refill Madness»
- «The Tell-Tale Toy»
- «Sigmund the Sorcerer»
- «Strings Attached»
- «Fanbidextrous»
- «Saving Private Chum Chum»
- «Jingle Fever»
- «The Incredible Chulk»
- «The Great Bicycle Mystery»
- «A Bopwork Orange»

### «Футурама»
- «I, Roommate»
- «A Flight to Remember»
- «The Lesser of Two Evils»
- «Bender Gets Made»
- «War Is the H-Word»
- «Bendless Love»
- «Bendin’ in the Wind»
- «A Taste of Freedom»
- «Bender’s Game» (полнометражный фильм)
- «Lethal Inspection»
- «The Mutants Are Revolting»

### «Реба»
- «Someone’s at Gyno with Reba»
- «Vanny Dearest»